# Rennae Stubbs
Rennae Stubbs (Sydney, Austràlia, 26 de març de 1971) és una extennista australiana, entrenadora i comentarista de televisió. Va destacar en la modalitat de dobles femenins arribant al capdamunt del rànquing mundial.
Destaca la consecució de quatre títols de Grand Slam en dobles femenins i dos més en dobles mixts. Va acumular 66 títols de dobles femenins en el circuit WTA que li van permetre ocupar el número 1 del rànquing mundial durant tres setmanes. Individualment no va aconseguir cap títol però va arribar al 64è lloc del rànquing individual. Va formar part de l'equip australià de la Fed Cup en diverses ocasions, de fet la tennista australiana que més edicions ha disputat amb disset anys.
Després de la seva retirada va treballar com a comentarista de tennis per televisions, per la Seven Network (2011-2018) i la ESPN. També va ser entrenador de tennis i va formar part dels equips de Karolína Plíšková, Samantha Stosur i Eugenie Bouchard, i puntualment de Serena Williams.

## Torneigs de Grand Slam

### Dobles femenins: 7 (4−3)
| Resultat   | Núm. | Any  | Torneig          | Parella                 | Oponents                            | Marcador      |
| ---------- | ---- | ---- | ---------------- | ----------------------- | ----------------------------------- | ------------- |
| Finalista  | 1.   | 1995 | US Open          | Brenda Schultz-McCarthy | Gigi Fernández Natasha Zvereva      | 5−7, 3−6      |
| Guanyadora | 1.   | 2000 | Open d'Austràlia | Lisa Raymond            | Martina Hingis Mary Pierce          | 6−4, 5−7, 6−4 |
| Guanyadora | 2.   | 2001 | Wimbledon        | Lisa Raymond            | Kim Clijsters Ai Sugiyama           | 6−4, 6−3      |
| Guanyadora | 3.   | 2001 | US Open          | Lisa Raymond            | Kimberly Po Nathalie Tauziat        | 6−2, 5−7, 7−5 |
| Finalista  | 2.   | 2002 | Roland Garros    | Lisa Raymond            | Virginia Ruano Pascual Paola Suárez | 4−6, 2−6      |
| Guanyadora | 4.   | 2004 | Wimbledon (2)    | Cara Black              | Liezel Huber Ai Sugiyama            | 6−3, 7−6(5)   |
| Finalista  | 3.   | 2009 | Wimbledon        | Samantha Stosur         | Serena Williams Venus Williams      | 6−7(4), 4−6   |

### Dobles mixts: 3 (2−1)
| Resultat   | Núm. | Any  | Torneig          | Parella         | Oponents                           | Marcador         |
| ---------- | ---- | ---- | ---------------- | --------------- | ---------------------------------- | ---------------- |
| Guanyadora | 1.   | 2000 | Open d'Austràlia | Jared Palmer    | A. Sánchez Vicario Todd Woodbridge | 7−5, 7−6(3)      |
| Finalista  | 1.   | 2000 | Roland Garros    | Todd Woodbridge | Mariaan de Swardt David Adams      | 6−3, 3−6, 6−3    |
| Guanyadora | 2.   | 2001 | US Open          | Todd Woodbridge | Lisa Raymond Leander Paes          | 6−4, 5−7, [11−9] |

## Palmarès

### Dobles femenins: 103 (60−43)
| Abans de 2009                | Després de 2009         |
| ---------------------------- | ----------------------- |
| Grand Slam (4−3)             |                         |
| WTA Tour Championships (1−4) |                         |
| Tier I (19−9)                | Premier Mandatory (0−0) |
| Tier II (26−16)              | Premier 5 (0−2)         |
| Tier III (8−5)               | Premier (1−2)           |
| Tier IV i V (1−1)            | International (0−0)     |

| Títols per superfície |
| --------------------- |
| Dura (30−20)          |
| Gespa (7−6)           |
| Terra batuda (9−6)    |
| Moqueta (13−11)       |

| Resultat   | Núm. | Data                   | Torneig                                      | Superfície   | Parella                 | Oponents                                  | Resultat               |
| ---------- | ---- | ---------------------- | -------------------------------------------- | ------------ | ----------------------- | ----------------------------------------- | ---------------------- |
| Guanyadora | 1.   | 9 de febrer de 1992    | Osaka, Japó                                  | Moqueta (i)  | Helena Suková           | Sandy Collins Rachel McQuillan            | 3−6, 6−4, 7−5          |
| Guanyadora | 2.   | 3 de maig de 1992      | Hamburg, Alemanya                            | Terra batuda | Steffi Graf             | Manon Bollegraf A. Sánchez Vicario        | 4−6, 6−3, 6−4          |
| Guanyadora | 3.   | 14 de juny de 1992     | Birmingham, Regne Unit                       | Gespa        | Lori McNeil             | Sandy Collins Elna Reinach                | 5−7, 6−3, 8−6          |
| Guanyadora | 4.   | 23 d'agost de 1992     | Montreal, Canadà                             | Dura         | Lori McNeil             | Gigi Fernández Nataixa Zvéreva            | 3−6, 7−5, 7−5          |
| Finalista  | 1.   | 17 de gener de 1993    | Sydney, Austràlia                            | Dura         | Lori McNeil             | Pam Shriver Elizabeth Smylie              | 6−7(4), 2−6            |
| Finalista  | 2.   | 1 de febrer de 1993    | Tòquio, Japó                                 | Moqueta      | Lori McNeil             | Martina Navrátilová Helena Suková         | 4−6, 3−6               |
| Guanyadora | 5.   | 15 de març de 1993     | Indian Wells, Estats Units                   | Dura         | Helena Suková           | Ann Wunderlich Patricia Hy                | 6−3, 6−4               |
| Guanyadora | 6.   | 2 de maig de 1993      | Hamburg (2)                                  | Terra batuda | Steffi Graf             | Larisa Neiland Jana Novotná               | 6−4, 7−6(5)            |
| Finalista  | 3.   | 1 d'agost de 1993      | San Juan, Puerto Rico                        | Dura         | Gigi Fernández          | Ann Wunderlich Debbie Graham              | 7−5, 5−7, 5−7          |
| Guanyadora | 7.   | 10 de febrer de 1994   | Osaka (2)                                    | Moqueta (i)  | Larisa Neiland          | Pam Shriver Elizabeth Smylie              | 6−4, 6−7(2), 7−5       |
| Guanyadora | 8.   | 22 de maig de 1994     | Estrasburg, França                           | Terra batuda | Lori McNeil             | Patricia Tarabini Caroline Vis            | 6−3, 3−6, 6−2          |
| Finalista  | 4.   | 5 de febrer de 1995    | Tòquio (2)                                   | Moqueta      | Lindsay Davenport       | Gigi Fernández Nataixa Zvéreva            | 0−6, 3−6               |
| Finalista  | 5.   | 19 de febrer de 1995   | París, França                                | Moqueta (i)  | Manon Bollegraf         | Meredith McGrath Larisa Neiland           | 4−6, 1−6               |
| Finalista  | 6.   | 22 de maig de 1995     | World Doubles Cup, Edimburg, Regne Unit      | Terra batuda | Manon Bollegraf         | Meredith McGrath Larisa Neiland           | 2−6, 6−7(2)            |
| Guanyadora | 9.   | 12 de juny de 1995     | Birmingham (2)                               | Gespa        | Manon Bollegraf         | Nicole Bradtke Kristine Kunce             | 3−6, 6−4, 6−4          |
| Finalista  | 7.   | 10 de setembre de 1995 | US Open, Estats Units                        | Dura         | Brenda Schultz-McCarthy | Gigi Fernández Nataixa Zvéreva            | 5−7, 3−6               |
| Finalista  | 8.   | 5 de novembre de 1995  | Quebec, Canadà                               | Moqueta (i)  | Lisa Raymond            | Nicole Arendt Manon Bollegraf             | 6−7(6), 6−4, 2−6       |
| Finalista  | 9.   | 3 de març de 1996      | Linz, Àustria                                | Moqueta      | Helena Suková           | Meredith McGrath Manon Bollegraf          | 4−6, 4−6               |
| Guanyadora | 10.  | 3 de novembre de 1996  | Chicago, Estats Units                        | Moqueta      | Lisa Raymond            | Angela Lettiere Nana Miyagi               | 6−1, 6−1               |
| Guanyadora | 11.  | 17 de novembre de 1996 | Filadèlfia, Estats Units                     | Moqueta (i)  | Lisa Raymond            | Nicole Arendt Lori McNeil                 | 6−4, 3−6, 6−3          |
| Guanyadora | 12.  | 5 de novembre de 1995  | Quebec (2)                                   | Moqueta (i)  | Lisa Raymond            | Alexandra Fusai Nathalie Tauziat          | 6−4, 5−7, 7−5          |
| Guanyadora | 13.  | 16 de novembre de 1997 | Filadèlfia (2)                               | Moqueta (i)  | Lisa Raymond            | Lindsay Davenport Jana Novotná            | 6−3, 7−5               |
| Guanyadora | 14.  | 22 de febrer de 1998   | Hannover, Alemanya                           | Moqueta      | Lisa Raymond            | Elena Likhovtseva Caroline Vis            | 6−1, 6−7(4), 6−3       |
| Finalista  | 10.  | 5 d'abril de 1998      | Hilton Head, Estats Units                    | Terra batuda | Lisa Raymond            | Conchita Martínez Patricia Tarabini       | 6−3, 4−6, 4−6          |
| Finalista  | 11.  | 14 de juny de 1998     | Birmingham                                   | Gespa        | Lisa Raymond            | Els Callens J. Halard-Decugis             | 6−2, 4−6, 4−6          |
| Guanyadora | 15.  | 16 d'agost de 1998     | Boston, Estats Units                         | Dura         | Lisa Raymond            | M. de Swardt Mary Joe Fernández           | 6−4, 6−4               |
| Finalista  | 12.  | 25 d'octubre de 1998   | Moscou, Rússia                               | Moqueta      | Lisa Raymond            | Mary Pierce Nataixa Zvéreva               | 3−6, 4−6               |
| Guanyadora | 16.  | 28 de febrer de 1999   | Oklahoma, Estats Units                       | Dura (i)     | Lisa Raymond            | Amanda Coetzer Jessica Steck              | 6−3, 6−4               |
| Finalista  | 13.  | 11 d'abril de 1999     | Amelia Island, Estats Units                  | Terra batuda | Lisa Raymond            | Conchita Martínez Patricia Tarabini       | 5−7, 6−0, 4−6          |
| Finalista  | 14.  | 15 d'agost de 1999     | Los Angeles, Estats Units                    | Dura         | Lisa Raymond            | A. Sánchez Vicario Larisa Neiland         | 2−6, 7−6(5), 0−6       |
| Guanyadora | 17.  | 29 d'agost de 1999     | New Haven, Estats Units                      | Dura         | Lisa Raymond            | Elena Likhovtseva Jana Novotná            | 7−6(1), 6−2            |
| Guanyadora | 18.  | 17 d'octubre de 1999   | Zuric, Suïssa                                | Dura (i)     | Lisa Raymond            | Nathalie Tauziat Nataixa Zvéreva          | 6−2, 6−2               |
| Guanyadora | 19.  | 24 d'octubre de 1999   | Moscou                                       | Moqueta (i)  | Lisa Raymond            | J. Halard-Decugis Anke Huber              | 6−1, 6−0               |
| Guanyadora | 20.  | 14 de novembre de 1999 | Filadèlfia (3)                               | Moqueta (i)  | Lisa Raymond            | Chanda Rubin Sandrine Testud              | 6−1, 7−6(2)            |
| Guanyadora | 21.  | 30 de gener de 2000    | Open d'Austràlia, Austràlia                  | Dura         | Lisa Raymond            | Martina Hingis Mary Pierce                | 6−4, 5−7, 6−4          |
| Guanyadora | 22.  | 21 de maig de 2000     | Roma, Itàlia                                 | Terra batuda | Lisa Raymond            | A. Sánchez Vicario Magüi Serna            | 6−3, 4−6, 6−2          |
| Guanyadora | 23.  | 28 de maig de 2000     | Madrid, Espanya                              | Terra batuda | Lisa Raymond            | Gala León M.S. Lorenzo                    | 6−1, 6−3               |
| Finalista  | 15.  | 25 de juny de 2000     | Eastbourne, Regne Unit                       | Gespa        | Lisa Raymond            | Ai Sugiyama Nathalie Tauziat              | 6−2, 3−6, 6−7(3)       |
| Guanyadora | 24.  | 6 d'agost de 2000      | San Diego, Estats Units                      | Dura         | Lisa Raymond            | Lindsay Davenport Anna Kúrnikova          | 4−6, 6−3, 7−6(6)       |
| Finalista  | 16.  | 12 de novembre de 2000 | Filadèlfia                                   | Moqueta (i)  | Lisa Raymond            | Martina Hingis Anna Kúrnikova             | 2−6, 5−7               |
| Finalista  | 17.  | 14 de gener de 2001    | Sydney (2)                                   | Dura         | Lisa Raymond            | Anna Kúrnikova Barbara Schett             | 2−6, 5−7               |
| Guanyadora | 25.  | 4 de febrer de 2001    | Tòquio                                       | Moqueta      | Lisa Raymond            | Anna Kúrnikova Iroda Tulyaganova          | 7−6(5), 2−6, 7−6(6)    |
| Guanyadora | 26.  | 4 de març de 2001      | Scottsdale, Estats Units                     | Dura         | Lisa Raymond            | Kim Clijsters Meghann Shaughnessy         | Renúncia               |
| Finalista  | 18.  | 1 d'abril de 2001      | Miami, Estats Units                          | Dura         | Lisa Raymond            | A. Sánchez Vicario Nathalie Tauziat       | 0−6, 4−6               |
| Guanyadora | 27.  | 22 d'abril de 2001     | Charleston, Estats Units                     | Terra batuda | Lisa Raymond            | V. Ruano Pascual Paola Suárez             | 5−7, 7−6(5), 6−3       |
| Finalista  | 19.  | 26 de maig de 2001     | Madrid                                       | Terra batuda | Lisa Raymond            | V. Ruano Pascual Paola Suárez             | 5−7, 6−2, 6−7(4)       |
| Guanyadora | 28.  | 23 de juny de 2001     | Eastbourne                                   | Gespa        | Lisa Raymond            | Cara Black Elena Likhovtseva              | 6−2, 6−2               |
| Guanyadora | 29.  | 8 de juliol de 2001    | Wimbledon, Regne Unit                        | Gespa        | Lisa Raymond            | Kim Clijsters Ai Sugiyama                 | 6−4, 6−3               |
| Guanyadora | 30.  | 9 de setembre de 2001  | US Open, Estats Units                        | Dura         | Lisa Raymond            | Kimberly Po Nathalie Tauziat              | 6−2, 5−7, 7−5          |
| Guanyadora | 31.  | 4 de novembre de 2001  | WTA Championships, Munic, Alemanya           | Moqueta      | Lisa Raymond            | Cara Black Elena Likhovtseva              | 7−5, 3−6, 6−3          |
| Guanyadora | 32.  | 13 de gener de 2002    | Sydney                                       | Dura         | Lisa Raymond            | Martina Hingis Anna Kúrnikova             | Renúncia               |
| Guanyadora | 33.  | 3 de febrer de 2002    | Tòquio (2)                                   | Moqueta      | Lisa Raymond            | Els Callens Roberta Vinci                 | 6−1, 6−1               |
| Guanyadora | 34.  | 3 de març de 2002      | Scottsdale (2)                               | Dura         | Lisa Raymond            | Cara Black Elena Likhovtseva              | 6−3, 5−7, 7−6(4)       |
| Guanyadora | 35.  | 16 de març de 2002     | Indian Wells (2)                             | Dura         | Lisa Raymond            | Ielena Deméntieva Janette Husárová        | 7−5, 6−0               |
| Guanyadora | 36.  | 1 d'abril de 2002      | Miami                                        | Dura         | Lisa Raymond            | V. Ruano Pascual Paola Suárez             | 7−6(4), 6−7(4), 6−3    |
| Guanyadora | 37.  | 21 d'abril de 2002     | Charleston (2)                               | Terra batuda | Lisa Raymond            | Alexandra Fusai Caroline Vis              | 6−4, 3−6, 7−6(4)       |
| Finalista  | 20.  | 9 de juny de 2002      | Roland Garros, França                        | Terra batuda | Lisa Raymond            | V. Ruano Pascual Paola Suárez             | 6−4, 6−2               |
| Guanyadora | 38.  | 22 de juny de 2002     | Eastbourne (2)                               | Gespa        | Lisa Raymond            | Cara Black Elena Likhovtseva              | 6−7(5), 7−6(6), 6−2    |
| Guanyadora | 39.  | 28 de juliol de 2002   | Stanford, Estats Units                       | Dura         | Lisa Raymond            | Janette Husárová Conchita Martínez        | 6−1, 6−1               |
| Finalista  | 21.  | 12 de gener de 2003    | Sydney (3)                                   | Dura         | Conchita Martínez       | Kim Clijsters Ai Sugiyama                 | 6−3, 6−3               |
| Guanyadora | 40.  | 2 de febrer de 2003    | Tòquio (3)                                   | Moqueta      | Elena Bovina            | Lisa Raymond Lindsay Davenport            | 6−3, 6−4               |
| Guanyadora | 41.  | 10 d'agost de 2003     | Los Angeles                                  | Dura         | Lisa Raymond            | Elena Bovina Els Callens                  | 6−3, 6−3               |
| Guanyadora | 42.  | 12 d'octubre de 2003   | Filderstadt, Alemanya                        | Dura (i)     | Lisa Raymond            | Cara Black Martina Navrátilová            | 6−2, 6−4               |
| Finalista  | 22.  | 2 de novembre de 2003  | Filadèlfia (2)                               | Dura (i)     | Cara Black              | Martina Navrátilová Lisa Raymond          | 3−6, 4−6               |
| Guanyadora | 43.  | 12 de gener de 2004    | Sydney (2)                                   | Dura         | Cara Black              | Dinara Safina Meghann Shaughnessy         | 7−5, 3−6, 6−4          |
| Guanyadora | 44.  | 2 de febrer de 2004    | Tòquio (4)                                   | Moqueta (i)  | Cara Black              | Ielena Likhovtseva Magdalena Maleeva      | 6−0, 6−1               |
| Finalista  | 23.  | 17 de maig de 2004     | Viena, Àustria                               | Terra batuda | Cara Black              | Martina Navrátilová Lisa Raymond          | 2−6, 5−7               |
| Guanyadora | 45.  | 21 de juny de 2004     | Wimbledon (2)                                | Gespa        | Cara Black              | Liezel Huber Ai Sugiyama                  | 6−3, 7−6(5)            |
| Guanyadora | 46.  | 26 de juliol de 2004   | San Diego (2)                                | Dura         | Cara Black              | V. Ruano Pascual Paola Suárez             | 4−6, 6−1, 6−4          |
| Guanyadora | 47.  | 4 d'octubre de 2004    | Filderstadt (2)                              | Dura (i)     | Cara Black              | A-L. Grönefeld Julia Schruff              | 6−3, 6−2               |
| Guanyadora | 48.  | 18 d'octubre de 2004   | Zuric (2)                                    | Dura (i)     | Cara Black              | V. Ruano Pascual Paola Suárez             | 6−4, 6−4               |
| Finalista  | 24.  | 8 de novembre de 2004  | WTA Championships, Los Angeles, Estats Units | Dura (i)     | Cara Black              | Nàdia Petrova Meghann Shaughnessy         | 5−7, 2−6               |
| Finalista  | 25.  | 2 d'abril de 2005      | Miami (2)                                    | Dura         | Lisa Raymond            | Svetlana Kuznetsova Alicia Molik          | 7−5, 6−7(5), 6−2       |
| Guanyadora | 49.  | 18 de juny de 2005     | Eastbourne (3)                               | Gespa        | Lisa Raymond            | Ielena Likhovtseva Vera Zvonariova        | 6−3, 7−5               |
| Guanyadora | 50.  | 25 de juliol de 2005   | Stanford (2)                                 | Dura         | Cara Black              | Ielena Likhovtseva Vera Zvonariova        | 6−3, 7−5               |
| Finalista  | 26.  | 26 de setembre de 2005 | Ciutat de Luxemburg, Luxemburg               | Dura (i)     | Cara Black              | Lisa Raymond Samantha Stosur              | 5−7, 1−6               |
| Finalista  | 27.  | 10 d'octubre de 2005   | Moscou (2)                                   | Moqueta (i)  | Cara Black              | Lisa Raymond Samantha Stosur              | 2−6, 4−6               |
| Guanyadora | 51.  | 17 d'octubre de 2005   | Zuric (3)                                    | Dura (i)     | Cara Black              | Daniela Hantuchová Ai Sugiyama            | 6−7(6), 7−6(4), 6−3    |
| Guanyadora | 52.  | 31 d'octubre de 2005   | Filadèlfia (4)                               | Dura (i)     | Cara Black              | Lisa Raymond Samantha Stosur              | 6−4, 7−6(4)            |
| Finalista  | 28.  | 7 de novembre de 2005  | WTA Tour Championships, Los Angeles (2)      | Dura (i)     | Cara Black              | Lisa Raymond Samantha Stosur              | 7−6(5), 5−7, 4−6       |
| Finalista  | 29.  | 7 de gener de 2006     | Gold Coast, Austràlia                        | Dura         | Cara Black              | Dinara Safina Meghann Shaughnessy         | 2−6, 3−6               |
| Guanyadora | 53.  | 17 de gener de 2006    | Sydney (3)                                   | Dura         | Corina Morariu          | V. Ruano Pascual Paola Suárez             | 6−3, 5−7, 6−2          |
| Finalista  | 30.  | 30 de gener de 2006    | Tòquio (3)                                   | Moqueta (i)  | Cara Black              | Lisa Raymond Samantha Stosur              | 2−6, 1−6               |
| Finalista  | 31.  | 6 de febrer de 2006    | París (2)                                    | Moqueta (i)  | Cara Black              | Émilie Loit Květa Peschke                 | 6−7(5), 4−6            |
| Guanyadora | 54.  | 1 d'agost de 2006      | San Diego (3)                                | Dura         | Cara Black              | A-L. Grönefeld Meghann Shaughnessy        | 6−2, 6−2               |
| Finalista  | 32.  | 8 d'octubre de 2006    | Stuttgart, Alemanya                          | Dura (i)     | Cara Black              | Lisa Raymond Samantha Stosur              | 3−6, 4−6               |
| Guanyadora | 55.  | 16 d'octubre de 2006   | Zuric (4)                                    | Dura (i)     | Cara Black              | Liezel Huber Katarina Srebotnik           | 7−5, 7−5               |
| Finalista  | 33.  | 6 de novembre de 2006  | WTA Championships, Madrid, Espanya (3)       | Dura (i)     | Cara Black              | Lisa Raymond Samantha Stosur              | 6−3, 3−6, 3−6          |
| Finalista  | 34.  | 4 de febrer de 2007    | Tòquio (4)                                   | Moqueta (i)  | Vania King              | Lisa Raymond Samantha Stosur              | 6−7(6), 6−3, 5−7       |
| Finalista  | 35.  | 23 de juny de 2007     | Eastbourne (2)                               | Gespa        | Květa Peschke           | Lisa Raymond Samantha Stosur              | 7−6(5), 4−6, 3−6       |
| Guanyadora | 56.  | 19 d'agost de 2007     | Los Angeles (2)                              | Dura         | Květa Peschke           | Alicia Molik Mara Santangelo              | 6−0, 6−1               |
| Guanyadora | 57.  | 14 d'octubre de 2007   | Stuttgart                                    | Dura (i)     | Květa Peschke           | Chan Yung-jan Dinara Safina               | 6−7(5), 7−6(4), [10−2] |
| Guanyadora | 58.  | 21 d'octubre de 2007   | Zuric (5)                                    | Moqueta (i)  | Květa Peschke           | Lisa Raymond Francesca Schiavone          | 7−5, 7−6(1)            |
| Guanyadora | 59.  | 24 de febrer de 2008   | Doha, Qatar                                  | Dura         | Květa Peschke           | Cara Black Liezel Huber                   | 6−1, 5−7, [10−7]       |
| Finalista  | 36.  | 21 de juliol de 2008   | Eastbourne (3)                               | Gespa        | Květa Peschke           | Cara Black Liezel Huber                   | 6−2, 0−6, [8−10]       |
| Finalista  | 37.  | 5 d'octubre de 2008    | Stuttgart (2)                                | Dura (i)     | Květa Peschke           | Patty Schnyder A-L. Grönefeld             | 2−6, 4−6               |
| Finalista  | 38.  | 5 de novembre de 2008  | WTA Championships, Doha, Qatar (4)           | Dura         | Květa Peschke           | Cara Black Liezel Huber                   | 1−6, 5−7               |
| Finalista  | 39.  | 20 de juny de 2009     | Eastbourne (4)                               | Gespa        | Samantha Stosur         | Ai Sugiyama Akgul Amanmuradova            | 4−6, 3−6               |
| Finalista  | 40.  | 5 de juliol de 2009    | Wimbledon                                    | Gespa        | Samantha Stosur         | Serena Williams Venus Williams            | 6−7(4), 4−6            |
| Finalista  | 41.  | 23 d'agost de 2009     | Toronto                                      | Dura         | Samantha Stosur         | N. Llagostera Vives M.J. Martínez Sánchez | 6−2, 5−7, [9−11]       |
| Guanyadora | 60.  | 19 de juny de 2010     | Eastbourne (3)                               | Gespa        | Lisa Raymond            | Květa Peschke Katarina Srebotnik          | 6−2, 2−6, [13−11]      |
| Finalista  | 42.  | 8 d'agost de 2010      | San Diego                                    | Dura         | Lisa Raymond            | Maria Kirilenko Zheng Jie                 | 6−4, 6−4               |
| Finalista  | 43.  | 15 d'agost de 2010     | Cincinnati, Estats Units                     | Dura         | Lisa Raymond            | Viktória Azàrenka Maria Kirilenko         | 7−6(4), 7−6(8)         |

#### Períodes com a número 1
| Núm. | Predecessora | Dates                   | Successora           | Setmanes | Acumulat |
| ---- | ------------ | ----------------------- | -------------------- | -------- | -------- |
| 1.   | Lisa Raymond | 21/08/2000 − 10/09/2000 | Julie Halard-Decugis | 3        | 3        |

### Dobles mixts: 3 (2−1)
| Resultat   | Núm. | Data                | Torneig                     | Superfície   | Parella         | Oponents                           | Resultat         |
| ---------- | ---- | ------------------- | --------------------------- | ------------ | --------------- | ---------------------------------- | ---------------- |
| Guanyadora | 1.   | 17 de gener de 2000 | Open d'Austràlia, Austràlia | Dura         | Jared Palmer    | A. Sánchez Vicario Todd Woodbridge | 7−5, 7−6(3)      |
| Finalista  | 1.   | 29 de maig de 2000  | Roland Garros, França       | Terra batuda | Todd Woodbridge | M. de Swardt David Adams           | 6−3, 3−6, 6−3    |
| Guanyadora | 2.   | 27 d'agost de 2001  | US Open, Estats Units       | Dura         | Todd Woodbridge | Lisa Raymond Leander Paes          | 6−4, 5−7, [11−9] |

### Equips: 1 (0−1)
| Resultat  | Núm. | Data                 | Torneig                             | Superfície   | Equip                                         | Oponents                             | Marcador |
| --------- | ---- | -------------------- | ----------------------------------- | ------------ | --------------------------------------------- | ------------------------------------ | -------- |
| Finalista | 1.   | 25 de juliol de 1993 | Copa Federació, Frankfurt, Alemanya | Terra batuda | M. Jaggard-Lai Nicole Provis Elizabeth Smylie | Conchita Martínez A. Sánchez Vicario | 0−3      |

## Trajectòria

### Individual
| Open d'Austràlia | 2R          | 1R          | 1R          | 2R | 1R          | 1R          | A           | 2R  | A   | 1R  | 0 / 8 | 3 − 8 |
| Roland Garros | A           | A           | A           | 1R | A           | A           | A           | 1R  | A   | A   | 0 / 2 | 0 − 2 |
| Wimbledon | A           | 1R          | 1R          | 2R | 1R          | A           | 2R          | 1R  | A   | 1R  | 0 / 7 | 2 − 7 |
| US Open | A           | A           | A           | A  | A           | A           | 1R          | 1R  | A   | A   | 0 / 2 | 0 − 2 |
| Jocs Olímpics | No celebrat | No celebrat | No celebrat | A  | No celebrat | No celebrat | No celebrat | 1R  | NC  | NC  | 0 / 1 | 0 − 1 |
| Rànquing a final d'any | 223         | 270         | 239         | 92 | 170         | 213         | 90          | 108 | 419 | 231 |       |       |
| Llegenda: G: Guanyadora; F: Finalista; SF: Semifinalista; QF: Quarts de final; Q: Qualificació; A: Absent; RR: Round Robin; |             |             |             |    |             |             |             |     |     |     |       |       |

### Dobles femenins
| Open d'Austràlia | 1R          | 2R          | 1R          | A  | QF          | A           | 3R          | 3R | A           | SF          | SF          | G  | 1R          | SF          | QF          | 1R | 2R          | QF          | 1R          | QF | 3R          | SF          | 1R          | 1 / 20 | 41−19 |
| Roland Garros | A           | 1R          | 1R          | 3R | QF          | 3R          | 3R          | 3R | A           | 1R          | 1R          | 3R | SF          | F           | 1R          | 3R | QF          | QF          | 3R          | 3R | 3R          | 3R          | 3R          | 0 / 21 | 39−21 |
| Wimbledon | A           | 1R          | 2R          | QF | QF          | 3R          | 3R          | 3R | A           | SF          | 3R          | SF | G           | QF          | 1R          | G  | 1R          | SF          | QF          | 3R | F           | QF          | 1R          | 2 / 21 | 54−19 |
| US Open | A           | 2R          | 1R          | QF | QF          | A           | F           | 2R | 3R          | SF          | 3R          | QF | G           | 3R          | QF          | 3R | QF          | QF          | SF          | 1R | SF          | QF          | 1R          | 1 / 21 | 54−20 |
| Jocs Olímpics | No celebrat | No celebrat | No celebrat | A  | No celebrat | No celebrat | No celebrat | 1R | No celebrat | No celebrat | No celebrat | 2R | No celebrat | No celebrat | No celebrat | QF | No celebrat | No celebrat | No celebrat | 2R | No celebrat | No celebrat | No celebrat | 0 / 4  | 4−4   |
| WTA Championships | A           | A           | A           | QF | QF          | A           | A           | QF | A           | SF          | SF          | SF | G           | SF          | A           | F  | F           | F           | SF          | F  | SF          | SF          | A           | 1 / 15 | 11−14 |
| Rànquing a final d'any | 169         | 114         | 72          | 13 | 8           | 17          | 12          | 21 | 34          | 5           | 7           | 6  | 2           | 4           | 10          | 4  | 5           | 6           | 10          | 9  | 7           | 10          | 107         |        |       |
| Llegenda: G: Guanyadora; F: Finalista; SF: Semifinalista; QF: Quarts de final; Q: Qualificació; A: Absent; RR: Round Robin; |             |             |             |    |             |             |             |    |             |             |             |    |             |             |             |    |             |             |             |    |             |             |             |        |       |

### Dobles mixts
| Open d'Austràlia | A  | A  | 1R | 1R | QF | 2R | 1R | A  | 1R | 1R | G  | SF | 1R | SF | 1R | QF | QF | 2R | 1R | 1R | 1R | 2R | 1 / 19 | 20−18 |
| Roland Garros | 1R | 1R | 3R | 3R | 2R | 3R | 1R | A  | 2R | A  | F  | QF | 1R | 1R | 2R | 2R | QF | 1R | 1R | 1R | 1R | QF | 0 / 20 | 15−20 |
| Wimbledon | A  | QF | 3R | 3R | A  | 1R | 2R | A  | 1R | A  | 2R | 2R | 3R | 1R | QF | 2R | 3R | 2R | 2R | 3R | SF | 1R | 0 / 18 | 19−18 |
| US Open | A  | A  | A  | 1R | 1R | 1R | QF | 1R | SF | SF | SF | G  | 1R | 2R | SF | QF | 1R | 1R | QF | QF | 1R | A  | 1 / 18 | 26−17 |
| Llegenda: G: Guanyadora; F: Finalista; SF: Semifinalista; QF: Quarts de final; Q: Qualificació; A: Absent; RR: Round Robin; |    |    |    |    |    |    |    |    |    |    |    |    |    |    |    |    |    |    |    |    |    |    |        |       |